# 多摩新宿線
多摩新宿線（たましんじゅくせん）は構想段階にある東京都の地域高規格道路の路線である。同じ構想路線である都心新宿線から北多摩地区、首都圏中央連絡自動車道（圏央道）方面に計画されている。
国土交通省の計画案、東京都の計画案等にある構想路線であるが、実際の事業者が首都高速道路になるとは限らない。建設時期・建設計画等も未定であり、事業化される見通しも不明であり、路線名は仮称である。
1996年に公表された「多摩新宿線整備構想に関する基本調査報告書」によれば、比較３ルート（青梅街道案・新青梅街道案・新五日市街道案）のうちもっとも安価な新五日市街道下の掘割構造案でも、用地費（都市計画決定部分は除く）・工事費・維持管理費は合わせて2.2兆円となり、その25%を利率4.1%で借り入れて建設すると、通行料金を1,300円（都心～外環道間600円、外環道～圏央道間700円）としても40年での建設費償還は不可能で、事業費25%減・収入35%増にしないと採算が取れないとの試算結果が示された。